# Dorfkirche Schenkendorf (Steinreich)

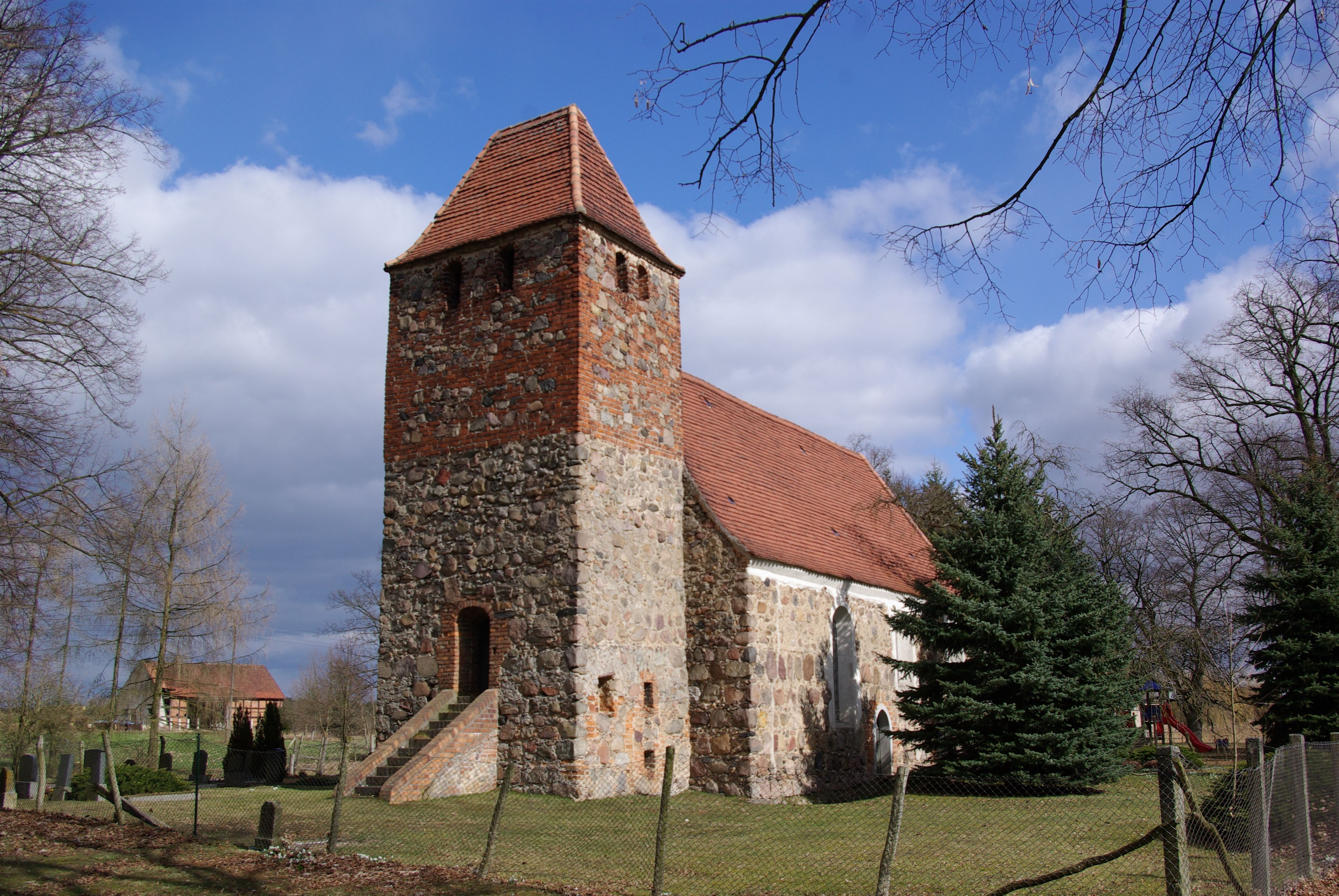
Dorfkirche Schenkendorf

Die evangelische Dorfkirche Schenkendorf ist eine spätgotische Feldsteinkirche aus dem 15. Jahrhundert in Schenkendorf, einem Gemeindeteil von Glienig, einem Ortsteil der Gemeinde Steinreich im Landkreis Dahme-Spreewald im Land Brandenburg. Die Kirchengemeinde gehört zur Kirchengemeinde Groß Ziescht im Kirchenkreis Zossen-Fläming der Evangelischen Kirche Berlin-Brandenburg-schlesische Oberlausitz.

## Lage
Die Landstraße 711 führt von Nordwesten kommend in östlicher Richtung durch den Ort. Die Kirche steht nördlich der Straße auf einem Grundstück, das im westlichen Bereich mit einem Zaun eingefriedet ist.

## Geschichte
Der Sakralbau entstand im 15. Jahrhundert und wurde 1713 erneuert. Dabei erhielt das Bauwerk einen dreiseitigen Ostschluss mit einer Patronatsloge. Außerdem wurde unter dem Turm eine Gruft angelegt und eine neue Kirchenausstattung angeschafft. Als Bauherren gelten die Angehörigen der Adelsfamilie von Karras, die Vorfahren des Rath und Landesältesten des alten Luckauer Kreises, Gutsherr Hans Ernst von Karras, insbesondere dessen Vater, der kursächsische Rittmeister und Oberstallmeister Jost Heinrich von Karras-Schenkendorf (1651–1718). Ende des 19. Jahrhunderts erfolgte unter der Familie von Kleist eine Ausmalung. 1983 restaurierte die Kirchengemeinde das Bauwerk.

## Baubeschreibung

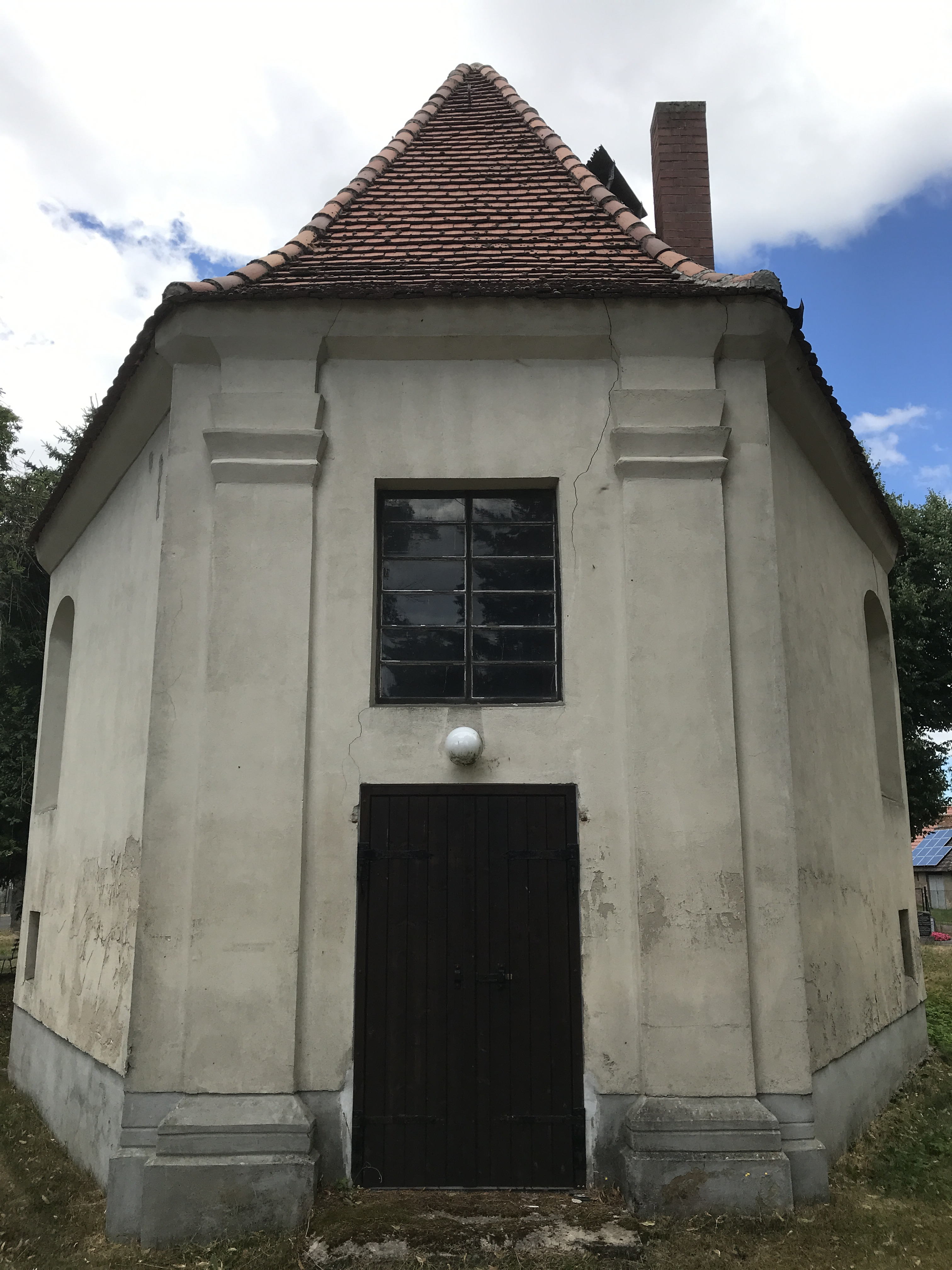
Östlicher Zugang zur Patronatsloge

Für den Ursprungsbau nutzten die Handwerker überwiegend unbehauene Feldsteine, die sie nicht lagig schichteten. Im Laufe der Jahrhunderte wurde bei den weiteren Umbaumaßnahmen jedoch auch rötlicher Mauerstein verwendet, der teilweise verputzt wurde. Der Chor ist nicht eingezogen und dreiseitig. Auf einem verputzten Sockel erheben sich ebenfalls verputzte Wände, deren östliche Ecken durch Lisenen betont werden. Am Chorschluss ist eine doppelflügelige, rechteckige Holztür, darüber ein hochrechteckiges Fenster. Die Pforte diente als Zugang zur Patronatsloge. An den beiden verbleibenden Seiten des Chors ist je ein großes Rundbogenfenster sowie jeweils darunter ein kleines, rechteckiges Fenster.
Das Kirchenschiff hat einen rechteckigen Grundriss. An der Nordseite sind drei hochgestellte Rundbogenfenster, die „barock“ vergrößert wurden. Die Gewände sind hell verputzt, an den Rändern sind Ausbesserungsarbeiten erkennbar. An der Südseite sind zunächst zwei gleichartige Fenster. Unterhalb des östlich gelegenen Fensters ist westlich eine zugesetzte Pforte, deren Gewände großflächig mit Mauerstein ausgebessert wurden. Westlich des mittleren Fensters ist eine weitere, noch funktionstüchtige Pforte. Ihr Gewände wurde bei umlaufenden Ausbesserungsarbeiten verputzt. Beide Pforten könnten aus der Bauzeit stammen. Nach Westen hin folgt schließlich ein hohes Rundbogenfenster.
Der querrechteckige Westturm entstand im unteren Bereich durch die Schichtung großer Findlinge, deren Zwischenräume mit Gesteinssplittern aufgefüllt wurden. Er kann von Westen her über eine Freitreppe betreten werden, die auf eine Rundbogenpforte zuführt. Die Nordseite ist im unteren Geschoss fensterlos. An der Südseite sind zwei kleine, hochrechteckige Öffnungen, links daneben eine rechteckige Nische. Im oberen Drittel wechselten die Handwerker das Baumaterial und verwendeten hauptsächlich Mauerstein, in die Findlinge eingearbeitet wurden. An jeder Seite sind zwei rundbogenförmige Klangarkaden, darüber ein quergestelltes Walmdach.

## Ausstattung
Die barocke Kirchenausstattung stammt einheitlich aus der Zeit um 1700. Den Altar in Form einer Ädikula schuf der Luckauer Tischler Joachim Bandicke gemeinsam mit dem ebenfalls aus Luckau stammenden Maler Christian Zimmermann im Jahr 1724. Von Bandicke stammt auch die doppelläufige Wendeltreppe in der Kirche St. Nikolai seiner Heimatstadt. Zimmermann war ebenfalls in mehreren Kirchen aktiv, darunter in der Dorfkirche Drahnsdorf oder der Dorfkirche Jetsch. In der Predella ist das Abendmahl Jesu abgebildet, im Altarblatt die Kreuzigung Christi. Es wird von zwei Säulen und geschnitzten Wangen mit Knorpelwerk flankiert. Dort sind seitlich zwei Medaillons angebracht, die die Verkündigung des Herrn sowie die Geburt Jesu zeigen. Das Dehio-Handbuch merkt dazu an, dass die beiden Medaillons „stilistisch früher einzuordnen“ seien. Der Altarauszug besteht aus einer rundbogenförmigen Nische, in der die Auferstehung Jesu Christi abgebildet ist, darüber ein Medaillon mit der Himmelfahrt. Passend hierzu malte Zimmermann ein quadratisches Tafelbild an die Decke, das den Gottesnamen mit umgebenden Engeln darstellt. Links neben dem Altar ist ein geschnitztes Patronatswappen angebracht. 
Der hölzerne Kanzelkorb steht auf einer balusterförmigen Säule und ist mit gedrehten Ecksäulchen verziert. Dazwischen sind der Salvator mundi sowie die Evangelisten zu sehen. Die oktogonale Fünte wurde ebenfalls aus Holz gearbeitet, ebenso ein Pastorenstuhl mit einem Aufsatz aus Butzenglas.
Im Bauwerk steht eine Hufeisenempore, dessen westliches Bauteil in das Kirchenschiff hervorschwingt. Im östlichen Bereich trennten Handwerker Teile der Empore ab, um Platz für die verglaste Patronatsloge zu schaffen. Das Bauwerk trägt im Innern eine hölzerne Balkendecke.
Weitere Gemälde und Gegenstände stammen von der Patronatsfamilie von Kleist mit regionalem Stammsitz in Zützen bei Golßen.

## Nachweise
1. ↑  Leopold Freiherr von Zedlitz-Neukirch: NPA-L. Band 3, Gebrüder Reichenbach, Leipzig 1837, S. 76.
2. ↑  Vgl. BLHA Potsdam: Konfirmation des Vergleichs wegen Bestellung des Gottesdienstes in der renovierten Kirche von Schenkendorf zwischen Jost Heinrich v. Karras zu Schenkendorf und dem Pfarrer und Küster in Groß Ziescht; 1676-1718 (Akte). 40C 848
3. ↑  Johann Christian Lünigs, neu verbessertes und ansehnlich vermehrtes Titular-Buch. Begl. von Gottlob August Jenichen, Verlag Friedrich Lanck seel. Erben, Leipzig 1750, S. 241.
4. ↑  Gothaisches Genealogisches Taschenbuch der Uradeligen Häuser 1916. Siebzehnter Jahrgang, Justus Perthes, Gotha 1915, S. 353.

Koordinaten: 51° 57′ 2,1″ N, 13° 28′ 20,6″ O